# Ammophila kalaharica
Ammophila kalaharica es una especie de avispa del género Ammophila, familia Sphecidae.

## Taxonomía
Fue descrito por primera vez en 1935 por Arnold.